# Élection présidentielle zimbabwéenne de 2008
Le premier tour de l’élection présidentielle zimbabwéenne de 2008 eut lieu le 29 mars, conjointement avec des élections législatives. Il y eut quatre candidats:
- Robert Mugabe, le président sortant, du parti ZANU-PF
- Morgan Tsvangirai, du Mouvement pour le changement démocratique (MDC)
- Simba Makoni, candidat indépendant
- Langton Towungana, candidat indépendant

Le second tour eut lieu le 27 juin. Il devait opposer Mugabe à Tsvangirai, mais, à la suite du retrait de ce dernier, Mugabe fut le seul candidat. L'élection se déroula dans un contexte de violences, de meurtres et d'intimidations de la part des partisans de Mugabe, dénoncés par les médias internationaux, les gouvernements étrangers et les Nations unies. Robert Mugabe fut officiellement réélu pour un sixième mandat avec 90,2 % des suffrages exprimés.

## Premier tour

### Controverse
Les résultats de l'élection ne furent annoncés que le 2 mai, plus d'un mois après l'élection. Le MDC avait saisi les tribunaux pour demander que les résultats soient publiés, tandis que le ZANU-PF, lui, souhaitait que les bulletins soient recomptés. Tsvangirai affirma avoir remporté l'élection, et le MDC dit craindre que la commission électorale, dont la direction fut nommée par Mugabe, ne soit en train de manipuler les résultats. Le 7 avril, Ban Ki-moon, Secrétaire général des Nations unies, demande aux autorités zimbabwéennes de publier les résultats de l'élection.
Le 11 avril, le MDC appelle à la grève générale pour exiger que les résultats soient révélés. Les autorités répondent avec un important dispositif de surveillance policière, et l'appel à la grève, qui n'est pas relayé par les médias, est peu suivi.
Le 12 avril, les dirigeants des pays d'Afrique australe constatent une crise politique au Zimbabwe, à la suite de l'absence de publication des résultats, et se réunissent à Lusaka pour tenter de résoudre la situation. Mugabe ne participe pas à ce sommet régional, mais envoie quatre ministres pour le représenter. Tsvangirai, lui, est présent. Parallèlement, la même journée, le président sud-africain Thabo Mbeki rencontre Robert Mugabe à Harare.
Le 13 avril, la Commission électorale zimbabwéenne annonce qu'il y aura un recompte des voix dans 23 circonscriptions, dont 22 à la demande du ZANU-PF et une à la demande du MDC. Un porte-parole du MDC a déclaré que son parti ne reconnaîtrait pas les résultats issus du recompte : « Pour nous, cela reviendrait à accepter des résultats truqués. Ils détiennent les urnes depuis deux semaines, et ils ont dû les bourrer de voix en leur faveur. ».

### Résultats
Les résultats furent enfin publiés le 2 mai. D'après ces résultats officiels, Tsvangirai a obtenu près de 48 % des suffrages, devançant Mugabe avec 43 %, mais un second tour est nécessaire pour les départager. Le MDC maintient que Tsvangirai a obtenu 50,3 % des voix, que les résultats ont donc été truqués, et que les partisans de Mugabe ont commis de nombreux actes de violences destinés à intimider les électeurs du MDC.
| Candidats         | Nombres de voix | % des voix |
| ----------------- | --------------- | ---------- |
| Morgan Tsvangarai | 1,195,562       | 47,9 %     |
| Robert Mugabe     | 1,079,730       | 43,2 %     |
| Simba Makoni      | 207,470         | 8,3 %      |
| Langton Towungana | 14,503          | 0,6 %      |

## Second tour
Si aucun candidat n'obtient 50 % des voix au premier tour, ce qui est le cas lors de ces élections, il doit y avoir un second tour. Le MDC a annoncé en premier lieu que, si un second tour devait avoir lieu, il n'y participerait pas, estimant avoir largement remporté l'élection lors du premier tour. Puis, le parti déclare qu'il acceptera un second tour, à condition que celui-ci se déroule en présence d'observateurs internationaux.
Le second tour s'est tenu le 27 juin 2008, en présence d'observateurs internationaux de l'Union africaine et de la Communauté de développement d’Afrique australe.

### Violences
Mi-mai, le MDC accusait les services de renseignement militaire du gouvernement Mugabe de vouloir assassiner ses dirigeants, et d'avoir tué 43 sympathisants du parti. Le journal britannique The Guardian, pour sa part, affirmait au même moment qu'au moins 31 sympathisants du MDC avaient été assassinés, dont Gibson Nyandoro. En juin, la BBC rapporte que le parti Zanu-PF a donné des instructions explicites à ses partisans, à la police et à l'armée, leur demandant de contraindre la population à voter en sa faveur. Des milliers de personnes auraient ainsi subi des violences physiques et/ou auraient été chassées de leur domicile; plus de soixante personnes auraient été tuées.
À l'approche du  second tour, le pays est le théâtre de nouvelles violences politiques continues marquées par des atrocités commises par la police d'État contre des membres de l'opposition et leur famille mais aussi par l'arrestation de ses principaux chefs. Ainsi, le 19 juin, quatre jeunes militants du MDC étaient découverts morts près de la ville d’Harare ainsi que l’épouse d'Emmanuel Chiroto, le maire (MDC) de la capitale zimbabwéenne, enlevée deux jours plus tôt avec son fils de 4 ans. Plus de 70 militants du MDC avaient à ce jour trouvé la mort alors qu'une association de médecins rapportait avoir soigné quelque 3 000 victimes depuis la fin du mois de mars.

### Retrait de Tsvangirai
Une semaine avant l'élection, Tsvangirai annonce qu'il songe à se retirer de la course, pour ne pas participer à ce qu'il qualifie de mascarade. Le 22 juin, Tsvangirai confirme qu'il se retire, cédant ainsi par avance la victoire à Mugabe. Il explique:
« Nous, le MDC, nous ne pouvons pas leur demander de voter le 27 juin en sachant que voter pourrait leur coûter leur vie. Nous avons décidé que nous ne participerons plus à cette simulation de processus électoral, violente et illégitime. Nous ne jouerons pas le jeu de Mugabe. »
Tsvangirai ajoute à cette occasion que les partisans de Mugabe ont tué 86 personnes et chassé 200 000 autres de leurs foyers. Il accuse le gouvernement d'avoir interdit les rassemblements et manifestations en faveur du MDC, d'avoir arrêté et harcelé les dirigeants du parti, de n'avoir pas fait parvenir d'aide alimentaire aux régions où Tsvangirai avait obtenu de bons résultats au premier tour, et d'avoir interdit la diffusion de messages en faveur du MDC dans les médias.
Les réactions à l'annonce de Tsvangirai sont immédiates. Un porte-parole du président sud-africain Thabo Mbeki appelle Tsvangirai à « continuer à jouer un rôle dans la normalisation du processus politique au Zimbabwe. » Le président zambien Levy Mwanawasa suggère que l'élection soit ajournée. Une porte-parole du président américain George W. Bush dénonce « l’intimidation et les actions illégales du gouvernement » et de ses « brutes ». David Miliband, ministre des Affaires étrangères britannique, déclare: « [I]l est clair que les seules personnes ayant quelque légitimité que ce soit sont celles qui ont remporté le premier tour le 29 mars – c’est-à-dire l’opposition. » Il ajoute que le pays a « atteint un moment absolument critique dans la poussée du peuple zimbabwéen qui cherche à se débarrasser du gouvernement tyrannique de Robert Mugabe. » Bernard Kouchner, ministre français des Affaires étrangères, déclare que Mugabe « n’est rien d’autre qu’un bandit et un assassin », et ajoute: « Il est hors de question que la France accepte cette fausse élection. » Le lendemain, Ban Ki-moon, Secrétaire général des Nations unies, appelait en ces termes à un report de l'élection:
« Les conditions ne sont pas là actuellement pour des élections libres et justes au Zimbabwe. Il y a eu trop de violence, trop d’intimidation. »
Pour Ban, « la situation au Zimbabwe représente aujourd'hui le plus grave défi à la stabilité de l'Afrique australe »; il estimait même que le principe d'élections en Afrique est en jeu. Par une résolution non contraignante, le Conseil de Sécurité de l'ONU condamnait à son tour la crise politique au Zimbabwe, accusant spécifiquement le « comportement du gouvernement » pour avoir « dénié à ses opposants politiques le droit de faire librement campagne » et rendu impossible, par ses violences et restrictions, « la tenue d'une élection libre et équitable le 27 juin ». Alors que le Britannique Paddy Ashdown, ancien Haut représentant de l'ONU et de l'UE en Bosnie-Herzégovine, exprimait ses craintes de voir la violence au Zimbabwe déboucher sur un « génocide », le Sud-Africain Jacob Zuma, chef de l'ANC, dénonçait à son tour le comportement de Robert Mugabe, demandant une intervention d'urgence aux Nations unies et à la Communauté pour le développement de l'Afrique australe.
Les gouvernements de l'Angola, du Swaziland et de la Tanzanie ont également affirmé que les élections ne pourraient être libres et justes, et ont appelé à un report du second tour.
Les autorités zimbabwéennes confirmèrent que le second tour aurait bien lieu, même s'il n'y avait qu'un seul candidat,, alors que de nombreux juristes internationaux estimaient que ce second tour, organisé hors délai, n'avait aucune valeur au regard de la loi électorale du pays et que, en respect de celle-ci, le candidat ayant obtenu une majorité simple des suffrages lors du premier tour, soit Morgan Tsvangirai, devait être déclaré d'ores et déjà vainqueur. Trois spécialistes du Centre juridique d'Afrique australe affirmèrent ainsi que la Commission électorale zimbabwéenne
« n'est pas mandatée par la Constitution pour reporter le second tour. […] [S]i un second tour n'a pas lieu ou ne peut pas être tenu dans les 21 jours, l'article 3 (1) (b) de la Loi électorale stipule que le candidat ayant obtenu une majorité simple des suffrages [au premier tour] sera le président dûment élu. »

### Scrutin
L'élection s'est tenue le 27 juin. Tsvangirai avait demandé à ses partisans de s'abstenir, tout en ajoutant: « Mais si vous devez voter pour M. Mugabe en raison des menaces qui pèsent sur votre vie, faites-le ». D'après les premiers témoignages de journalistes étrangers, l'abstention aurait été élevée à Harare, mais plus faible en milieu rural, où les partisans de Mugabe auraient contraint les citoyens de voter. Dans l'est du pays, un membre du MDC a déclaré à des journalistes:
« Les gens doivent montrer leur bulletin à un représentant de la Zanu-PF avant de le glisser dans l'urne. [...] Je n'avais pas le choix. J'ai dû voter pour Mugabe. »
France 24 publia le témoignage similaire d'une électrice:
« Ils m'ont demandé mon nom dès que je suis rentrée dans le bureau de vote. Et ils ont noté le numéro du bulletin qu'ils me donnaient. Ils savent donc exactement qui vote et pour qui nous votons. »
Khalid Dahab, porte-parole d'observateurs internationaux, révéla que certains électeurs lui avaient dit qu'ils avaient été contraints de voter. La délégation des observateurs déclara par la suite que les élections n'avaient été ni libres, ni justes. Des électeurs exprimèrent également leurs craintes que les partisans du gouvernement n’agressent les personnes dont le doigt n'était pas marqué à l'encre indélébile - preuve qu'ils avaient voté.
Selon The Times, au moins un partisan du MDC aurait été battu à mort la veille du second tour, tandis que d'autres personnes auraient été battues avant d'être amenées de force aux bureaux de vote.
Pour sa part, The Herald (Zimbabwe), journal d'État ouvertement pro-Mugabe, annonçait un taux de participation record et affirmait que les citoyens zimbabwéens avaient effectué librement leur choix par les urnes.

### «Opération doigt rouge»
À la suite de l'élection, des groupes armés menèrent une campagne de terreur à grande échelle, recherchant et frappant violemment les personnes dont le doigt n'était pas marqué à l'encre rouge. Selon des journaux britanniques, les auteurs des violences les qualifièrent d'« Opération doigt rouge » (Operation Red Finger),, The Times rapporta que des hommes armés brisèrent, au cours des violences, les jambes d'un enfant de onze mois, fils d'un élu de l'Opposition.

### Résultats
Selon les chiffres officiels, Mugabe remporta l'élection avec 2 150 269 voix face à 233 000 pour Tsvangarai, dont le nom apparaissait toujours sur les bulletins de vote, malgré son retrait. Le taux de participation s'éleva officiellement à 42,37 %, et il y eut 131 481 bulletins nuls. Robert Mugabe fut donc réélu pour un sixième mandat avec 90,2 % des suffrages exprimés.
Les résultats furent dénoncés par les gouvernements étrangers. Le Premier ministre kenyan Raila Odinga appela même à l'envoi de troupes de l'Union africaine au Zimbabwe.
Le 5 juillet, le journal britannique The Guardian publia une vidéo montrant un exemple de fraude électorale lors du second tour,. D'après le MDC, le bilan des violences pendant, avant et après l'élection serait de 103 morts, d'à peu près 10 000 blessés et d'environ 5000 partisans du MDC portés disparus.
| Candidats         | Nombres de voix | % des voix | Remarque                     |
| ----------------- | --------------- | ---------- | ---------------------------- |
| Morgan Tsvangarai | 233 000         | 9,8 %      | s'était retiré de l'élection |
| Robert Mugabe     | 2 150 269       | 90,2 %     |                              |